# Нижняя Татарская Майна
Ни́жняя Тата́рская Ма́йна (тат. Түбән Татар Майнасы) — деревня в Аксубаевском районе Республики Татарстан. Входит в состав Старотатарско-Адамского сельского поселения.

## Этимология
Топоним произошёл от татарского слова «түбән» (нижний) и ойконима на татарском языке «Татар Майнасы» (Татарская Майна).

## Географическое положение
Деревня находится в Западном Закамье в 4,6 км к северо-западу от центра поселения — села Старый Татарский Адам, в 24 км к северо-западу от посёлка Аксубаево и в 112 км (178 км по автодорогам) к юго-востоку от Казани. Расположена на левом берегу реки Малый Черемшан.
Нижняя Татарская Майна, как и вся Республика Татарстан, находится в часовой зоне МСК (московское время). Смещение применяемого времени относительно UTC составляет +3:00.

## История
В «Списке населенных мест по сведениям 1859 года», изданном в 1866 году, населённый пункт упомянут как казённая деревня Черемшан (Студеный Ключ, Нижняя Майна) 2-го стана Чистопольского уезда Казанской губернии. Располагалась при реке Богане, по левую сторону торговой дороги из Чистополя в Самару, в 34 верстах от уездного города Чистополя и в 12 верстах от становой квартиры в казённом пригороде Билярске (Буляре). В деревне в 66 дворах жили 395 человек (180 мужчин и 215 женщин). Была мечеть.

## Население
| 1782 | 1859 | 1897 | 1908 | 1920 | 1926 | 1938 | 1949 | 1958 | 1970 | 1979 | 1989 | 2002 | 2010 | 2015 |
| ---- | ---- | ---- | ---- | ---- | ---- | ---- | ---- | ---- | ---- | ---- | ---- | ---- | ---- | ---- |
| 84   | 395  | 699  | 900  | 956  | 547  | 627  | 416  | 552  | 574  | 433  | 283  | 287  | 286  | 275  |

Национальный состав
Согласно результатам переписи 2002 года, в национальной структуре населения татары составляли 100 % из 287 человек.

### Комментарии
1. ↑  Расстояние измерено с помощью инструментария Яндекс.Карты
2. ↑  души мужского пола